# Roy Adler
Roy Lee Adler (Newark, Nova Jérsei, 22 de fevereiro de 1931 – Chappaqua, Nova Iorque, 26 de julho de 2016) foi um matemático estadunidense.
Adler obteve um doutorado em 1961 na Universidade Yale, orientado por Shizuo Kakutani, com a tese On some algebraic aspects of measure preserving transformations. Trabalhou como matemático na IBM no Thomas J. Watson Research Center.
Foi fellow da American Mathematical Society. Em 1998 foi eleito para a Academia de Artes e Ciências dos Estados Unidos.

## Publicações
- com Brian Marcus: Topological entropy and equivalence of dynamical systems, American Mathematical Society 1979
- com Benjamin Weiss: Similarity of automorphisms of the torus, Memoirs AMS 1970
- Symbolic dynamics and Markov partitions, Bulletin AMS, Volume 35, 19p8, S. 1–57
- com L. W. Goodwyn, B. Weiss: Equivalence of topological Markov shifts, Israel J. Math., Volume 27, 1977, p. 49–63
- com Alan Konheim, M. H. McAndrew Topological Entropy, Transactions AMS, Volume 114, 1965, p. 309–319
- Topological Entropy, in Scholarpedia
- com Charles Tresser, Patrick A. Worfolk Topological conjugacy of linear endomorphisms of the 2-torus, Trans. Amer. Math. Soc. 349 (1997), 1633–1652
- com B. Weiss Entropy, a complete metric invariant for automorphisms of the torus, Proc. Nat. Acad. Sci. USA. 57 (1967), 1573–1576